# ザ・爆笑王 2010春 激突!夢のベストテン
『ザ・爆笑王 2010春 激突!夢のベストテン』（ザ ばくしょうおう 2010はる げきとつ ゆめのベストテン）は、2010年3月16日に日本テレビ系列で19:00 - 20:54（JST）に放送されたバラエティの特別番組。関東地区12.5%。

## 概要
M-1グランプリ優勝者など12組が、漫才をする。また、1980年代のMANZAIブームの頃の懐かしいお笑い芸人の映像も放送。収録場所は、東京・品川のよしもとプリンスシアター。

## 出演

### 司会
- 島田紳助
- 関根麻里

### 芸人
楽屋ではなくステージ横で待機する。出演順に記載。
- パンクブーブー（佐藤哲夫・黒瀬純）
- フットボールアワー（岩尾望・後藤輝基）
- ナイツ（塙宣之・土屋伸之）
- アジアン（馬場園梓・隅田美保）
- ウーマンラッシュアワー（村本大輔・中川パラダイス）（紳助推薦で出演）
- ブラックマヨネーズ（小杉竜一・吉田敬）
- 中川家（中川剛・中川礼二）
- チュートリアル（徳井義実・福田充徳）（ルミネ the よしもとから中継）
- ハライチ（岩井勇気・澤部佑）
- ますだおかだ（岡田圭右・増田英彦）
- NON STYLE（石田明・井上裕介）
- 中田カウス・ボタン（特別出演）
- 西川きよし（ゲスト）

### VTR
- オール阪神・巨人
- 西川のりお・上方よしお
- 島田紳助・松本竜介
- 春やすこ・けいこ
- 太平サブロー・シロー
- B&B
- ザ・ぼんち
- 横山やすし・西川きよし

### 女性観覧ゲスト
一般の人たちと一緒に観覧席で観覧する。
- 西川史子
- 八田亜矢子
- 舟山久美子
- 星野真里
- 山村紅葉
- ヨンア

### ナレーション
- 木村匡也

### インタビュー担当
- 藤田大介（日本テレビアナウンサー）

## スタッフ
- 監修：澤田隆治
- 構成：沢口義明、外山信行、高梨武志、坂本茜
- 映像：高橋一徳
- SW：村松明
- 音声：木村宏志
- 照明：下平好実
- カメラ：村田睦彦
- クレーン：金子二三夫
- ルミネ中継
  - カメラ：和泉隆之
  - 音声：岡澤信吾
  - 調整：飯島章夫
- TM：小椋敏宏
- 美術：小宮菜々子
- デザイン：栗原純二
- 技術協力：NiTRo
- 美術協力：日テレアート
- CG協力：アイヴリックスタジオ
- モニター：小内一豊
- 編集：佐藤敦哉
- MA：山本宗太
- 音効：橋本いづみ
- 演芸協力：河野康弘
- スタジオD：碓田千加志
- FM：吉田基之
- TK：三浦涼子
- デスク：安永美和
- AP：三門綾子、城美幸
- AD：八木橋仁、金川紗希子
- ディレクター：畑中真治、中野伸耶、村田真之、井上伸正
- プロデューサー：脇山浩一、鈴木悌之、武井泉、和田隆
- チーフプロデューサー：岡田泰三
- 企画・演出：尼崎昇
- 制作協力：吉本興業、東阪企画、創輝
- 製作著作：日本テレビ